# Парламентарни избори на Косову 2025.
Парламентарни избори у Републици Косово одржани су 9. фебруара 2025. на којима је изабрано 120 народних посланика Скупштине.

## Позадина
На изборима 2021. листа око странке Самоопредељење освојила је 58 мандата. Она је образовала коалицију са странкама националних мањина како би формирала Владу.

## Изборни систем
120 народних посланика Скупштине бира се по принципу пропорционалног изборног система, с тим да је 20 мандата резервисано за националне мањине. Изборни цензус од 5% је на снази за не-мањинске странке. Мандати се додељују по Сент Лагијевом методу. Да би образовала владу, странка или коалиција мора имати већину од 61 посланика у Скупштини.

## Изборне листе
| Назив | Назив                               | Главна идеологија  | Политичка позиција | Први на листи    | Исход на изборима 2021. | Исход на изборима 2021. |
| Назив | Назив                               | Главна идеологија  | Политичка позиција | Први на листи    | Гласови (%)             | Мандати                 |
| ----- | ----------------------------------- | ------------------ | ------------------ | ---------------- | ----------------------- | ----------------------- |
|       | Самоопредељење                      | социјалдемократија | левица             | Аљбин Курти      | 50,28                   | 58 / 120                |
|       | Демократска партија Косова          | конзервативизам    | десни центар       | Енвер Хоџај      | 17,01                   | 19 / 120                |
|       | Демократски савез Косова            | конзервативизам    | десни центар       | Авдулах Хоти     | 12,73                   | 15 / 120                |
|       | Алијанса за будућност Косова        | конзервативизам    | десни центар       | Рамуш Харадинај  | 7,12                    | 8 / 120                 |
|       | Српска листа                        | мањинска права     | мањинска права     | Горан Ракић      | 5,09                    | 10 / 120                |
|       | Демократска турска странка Косова   | мањинска права     | мањинска права     | Фикрим Дамка     | 0,75                    | 2 / 120                 |
|       | Коалиција Вакат                     | мањинска права     | мањинска права     | Бахрим Шабани    | 0,62                    | 1 / 120                 |
|       | Нова демократска иницијатива Косова | мањинска права     | мањинска права     | Ељберт Краснићи  | 0,38                    | 1 / 120                 |
|       | Ромска иницијатива                  | мањинска права     | мањинска права     | Газмен Салијевић | 0,36                    | 1 / 120                 |
|       | Нова демократска странка            | мањинска права     | мањинска права     | Емилија Реџепи   | 0,33                    | 1 / 120                 |
|       | Социјалдемократска унија            | мањинска права     | мањинска права     | Дуда Баље        | 0,29                    | 1 / 120                 |
|       | Јединствена горанска партија        | мањинска права     | мањинска права     | Адем Хоџа        | 0,25                    | 1 / 120                 |
|       | Партија Ашкалија за интеграцију     | мањинска права     | мањинска права     | Беким Арифи      | 0,25                    | 1 / 120                 |
|       | Напредни покрет косовских Рома      | мањинска права     | мањинска права     | Ерџан Гаљуши     | 0,14                    | 1 / 120                 |